# Гнедаш, Вадим Борисович
Вади́м Бори́сович Гне́даш (21 июля 1931, Москва — 15 мая 2021, Черновцы) — советский и украинский дирижёр, педагог, профессор, член КПСС с 1974 года, Народный артист УССР (1978), кавалер ордена князя Ярослава Мудрого V степени (2012).

## Биография
В 1950—1955 годах учился в Житомирском музыкальном училище по классу скрипки и в Киевской консерватории имени П. И. Чайковского по классу дирижирования у Народного артиста УССР Александра Климова.
С 1955 года работал дирижёром Оперной студии при Киевской консерватории.
В 1956—1961 годах — дирижёр симфонического оркестра Донецкой филармонии. До 1959 работал как второй дирижёр при Соломоне Фельдмане, а после его ухода выполнял функции главного дирижёра. Здесь получил богатый дирижёрский опыт: «Играли всё, что только можно: симфонии Бетховена, Чайковского, Брамса… Много исполняли украинской музыки — она обязательно должна была быть в репертуаре. Принимали участие в фестивалях, месячниках, выступали с прославленными хоровыми капеллами Москвы и Ленинграда, аккомпанировали Ойстраху, Гилельсу…»
1 августа 1961 года принял должность второго дирижёра Симфонического оркестра украинского радио. Вскоре стал главным.
В общей сложности в течение 28 лет возглавлял Заслуженный симфонический оркестр Гостелерадио УССР.
С 1968 года — преподаватель дирижирования, с 1978 года — доцент, а затем — профессор Киевской Государственной консерватории имени П. И. Чайковского.

## Семья
- Отец — Филипп Павлович Иртюга, главный инженер ВВС Киевского Особого военного округа, генерал.[5]
- Жена, актриса Национального академического драматического театра им. Ивана Франко (в разводе).[5]

## Творчество
За годы работы в оркестре радио Вадим Гнедаш записал в фонд Украинского радио сотни произведений украинской и мировой классики. В концертных программах многих сезонов пропагандировал произведения и дал путевку в жизнь многим композиторам, среди которых Мирослав Скорик, Лев Колодуб, Ж.Колодуб, Евгений Станкович, Леся Дычко, Иван Карабиц и многие другие.
Под его руководством были записаны симфонии и произведения Льва Ревуцкого и Бориса Лятошинского, входящих в золотой фонд украинской классической музыки.
В сотрудничестве со многими певцами (О.Таранець, Дмитрий Гнатюк, Евгения Мирошниченко, Николай Кондратюк, Анатолий Мокренко, Анатолий Соловьяненко, Юрий Гуляев, Анатолий Кочерга, В. Пивоваров) создал неповторимый арсенал жемчужин украинской народной песни и произведений мировых класикив.
За годы работы в симфоническом оркестре Вадим Гнедаш воспитал плеяду молодых музыкантов и дирижёров, которые занимают ведущие позиции в мировой музыкальной культуре. Среди них А. Власенко, В. Здоренко, С. Литвиненко, Вячеслав Редя, В. Самофалов, Д. Морозов, Д. Карлов, В. Зубицкий, В. Рунчак, С. Дидок и другие.
В эпоху, когда Гнедаш возглавлял оркестр, под его руководством получили мастерство и стали ведущими музыкантами мирового уровня скрипачи И. Кушнир, Ф. Гольденберг, П. Дроща, флейтист В. Пшеничный, гобоист Л. Гольцман, кларнетист И. Пендищук, валторнист К. Мага, тромбонист В. Кислий и другие.

## Награды и титулы
- 1955 год — Смотр молодых дирижёров Украины. 4-е место[4]
- 1959 год — Первый конкурс дирижёров Украины. 1-е и 2-е места разделил с Геннадием Проваторовым[4]
- Заслуженный артист Украинской ССР (1960) за выдающиеся творческие достижения
- Заслуженный деятель искусств Украинской ССР (1973)
- Народный артист Украинской ССР (1978)
- Орден князя Ярослава Мудрого V степени (2012)[6]